# Prix René Dumesnil
Le prix René Dumesnil est un prix annuel délivré par l'Académie des beaux-arts pour récompenser des travaux sur la musique.

## Attribution du prix
Le prix René Dumesnil est décerné alternativement à des compositeurs ou compositrices et à des auteurs ou autrices d'ouvrages sur la musique. Il est nommé d'après le critique littéraire et musical René Dumesnil. Il est doté de 60 000 francs en 2000, 9 147 euros en 2002, 8 000 euros en 2006, 3 500 euros en 2010 et de 3 000 euros en 2022.
En 2020, il est attribué par une commission des prix d’ouvrages d’art  composée de sept membres de l'Académie des beaux-arts : Jean Anguera, Jean Gaumy, Adrien Goetz, Jean-Michel Othoniel, Alain-Charles Perrot, Aymeric Zublena et Michaël Levinas.

## Lauréates et lauréats
- 1979 : Maurice Duruflé[6]
- 1987 : Serge Nigg[7]
- 1991 : János Komives[8]
- 1993 : Jean-Louis Florentz[9]
- 1994 : André Tubeuf, pour l'ouvrage Le Lied allemand, poètes et paysages aux éditions Bourin Julliard[10]
- 1996 : Catherine Cessac pour l'ouvrage Élisabeth Jacquet de La Guerre, une femme compositeur sous le règne de Louis XIV aux éditions Actes Sud[11]
- 1999 : Thierry Machuel[12]
- 2000 : Roger Delage, pour l'ouvrage Emmanuel Chabrier[13] et Bernard Banoun pour l'ouvrage L’opéra selon Richard Strauss, un théâtre et son temps[14] aux éditions Fayard
- 2002 : Dominique Jameux pour l'ouvrage L’École de Vienne aux éditions Fayard[1]
- 2003 : Betsy Jolas[15]
- 2004 : François Le Roux et Romain Raynaldy, pour l'ouvrage Le Chant intime aux éditions Fayard[16]
- 2006 : Gilles Cantagrel pour l'ouvrage Dietrich Buxtehude aux éditions Fayard[2]
- 2008 : Peter Hill et Nigel Simeone pour l'ouvrage Olivier Messiaen aux éditions Fayard[17]
- 2009 : Ivo Malec[18]
- 2010 : Pascal Huynh pour l'ouvrage Lénine, Staline et la musique aux éditions Fayard[3]
- 2011 : Jean-Claude Risset[7]
- 2012 : Claire Delamarche pour l'ouvrage Béla Bartok aux éditions Fayard[19]
- 2013 : José Manuel López López[20]
- 2014 : Sylvie Bouissou pour l'ouvrage Jean-Philippe Rameau aux éditions Fayard[21]
- 2015 : Bruno Ducol[22]
- 2016 : Karol Beffa pour l'ouvrage György Ligeti aux éditions Fayard[23] et Pierre Gervasoni pour l'ouvrage Henri Dutilleux aux éditions Actes Sud[24]
- 2017 : André Lischke, pour l'ouvrage Guide de l'opéra russe aux éditions Fayard[25]
- 2018 : Rémy Campos pour l'ouvrage Debussy à la plage aux éditions Gallimard[26]
- 2019 : Florence Baschet[27]
- 2020 : Hervé Lacombe, pour l'ouvrage Histoire de l’opéra français. Du Consulat aux débuts de la IIIe République aux éditions Fayard[28]
- 2021 : Fabien Waksman[29]
- 2022 : Cécile Reynaud et Gisèle Séginger, pour l'ouvrage Berlioz, Flaubert et l’Orient aux éditions Le Passage[4],[30]
- 2023 : Richard Dubugnon[31],[32]
- 2024 : Jean-Jacques Nattiez, pour l'ouvrage La musique qui vient du froid. Arts, chants et danses des Inuit aux éditions Les Presses de l'Université de Montréal[33]